# موترن آندر دنو
موترن آندر دنو (به آلمانی: Mautern an der Donau) یک شهر در اتریش است که در ناحیه کرمس-لاند واقع شده‌است. موترن آندر دنو ۳٬۰۷۴ نفر جمعیت دارد.

## خواهرخوانده
شهر Mautern in Steiermark خواهرخواندهٔ موترن آندر دنو هست.